# Казиль, Женевьева
Женевье́ва Кази́ль, собственная фамилия Vanneufville (фр. Geneviève Casile, фр. Geneviève Vanneufville; род. 15 августа 1937, Булонь-Бийанкур, О-де-Сен, Иль-де-Франс, Франция) — французская актриса театра и кино, популярная в 1970-х годах. Советским кинозрителям известна главным образом по ролям королев в исторических мини-сериалах — Изабеллы в мини-сериале «Про́клятые короли» по одноимённому циклу романов Мориса Дрюона и Марии-Антуанетты в мини-сериале «Мария-Антуанетта».

## Биография
Французская актриса театра и кино Женевьева Казиль родилась 15 августа 1937 года в Булонь-Бийанкур, пригороде Парижа, во Франции.
Дедушка будущей актрисы был художником, отец — инженером, мать — художницей и музыкантом. Женевьева с детства росла в творческой среде и увлекалась музыкой, живописью и танцами. С 4-летнего возраста танцевала в труппах Ролана Пети и Мориса Бежара. Окончила консерваторию в Реймсе по классу фортепиано и теории музыки. Затем обратилась к драматическому театру, поступила в Национальную Консерваторию драматического искусства в Париже, окончила драматические курсы, основанные Рене Симоном, по классу Жана-Луи Барро и Жоржа Шармана.

### Творчество
Женевьева Казиль — одна из ведущих актрис театра «Комеди Франсэз», в котором проработала несколько десятилетий начиная с 1959 года (с 1994 года — Почётный член). На сцене этого театра (и других французских театров) в течение нескольких десятилетий актриса сыграла множество ролей более чем в 88 спектаклях, — в основном, в классическом репертуаре: в пьесах Расина, Корнеля, Еврипида, Мольера, Бомарше, Ростана, Гюго, Скриба, Мариво, Жироду, Ануя, Кокто, Шиллера, Лопе де Веги, Шекспира, Уайльда, и других драматургов.
Одна из лучших ролей актрисы в театре «Комеди Франсэз» — Роксана в спектакле «Сирано де Бержерак» по пьесе Эдмона Ростана. Среди театральных ролей актрисы — Андромаха, Электра, Береника, Клитемнестра, Мария Стюарт, Лукреция Борджиа, Химена, донья Соль, графиня Альмавива, донна Анна, и многие другие. В 1976 году сыграла маркизу Чибо в театральном спектакле (демонстрировавшемся по телевидению) режиссёра Франко Дзеффирелли «Лорензаччо» по Альфреду де Мюссе. Пробовала себя в качестве певицы: в 1985 году спела Кармен в театральном спектакле, демонстрировавшемся по телевидению.
В кино и на телевидении Женевьева Казиль снималась реже, чем выступала в театре. Наибольшую известность актрисе принесли роли принцесс и королев — прекрасных, слегка холодноватых, гордых и надменных. Российскому зрителю актриса знакома, в основном, по ролям в мини-сериалах: Изабелла Французская, дочь короля Франции Филиппа IV Красивого и королева Англии («Французская волчица») в мини-сериале «Проклятые короли» (1972) режиссёра Клода Барма́ по одноимённому циклу романов Мориса Дрюона; королева Франции Мария-Антуанетта в мини-сериале «Мария-Антуанетта» (1975) режиссёра Ги-Андре Лефранка. В некоторых европейских странах по телевидению демонстрировался (и выпущен во Франции на DVD) мини-сериал «Катрин», снятый в 1986 году по одноимённому циклу романов Жюльетты Бенцони, в котором актриса Женевьева Казиль сыграла роль королевы Иоланды Арагонской.

### Семья
- Дочь — Элен Бабу — театральная актриса.

## Признание и награды
- Кавалер Ордена Почётного легиона
- Офицер Ордена Искусств и литературы
- Офицер Ордена «За заслуги»
- Почётный член французского театра «Комеди Франсэз» с 1994 года
- Театральные премии, среди которых: 
  - 1969 — Приз Тереза Марни (фр. Thérèse Marney)
  - 1998 — Премия имени Мольера (национальная театральная премия Франции) в категории «Лучшая актриса второго плана» за роль в театральном спектакле «Милый друг»

## Избранная фильмография
1. 1961 — Лукреция Борджиа и хорошая дама из Феррары (ТВ) / Lucrèce Borgia ou La bonne dame de Ferrare — Лукреция Борджиа
2. 1961 — Графиня де Монсоро (ТВ) / La dame de Monsoreau — Диана де Mеридор
3. 1961 — Мёртвая королева (ТВ) / La Reine morte — Инес де Кастро
4. 1962 — Семь смертных грехов / Les sept péchés capitaux — Рита Джерли
5. 1962 — Сто лет любви: хозяйка кузницы, любовь, фортепиано и Сафо / Cent ans d'amour : Le maître de forges, Amour et piano et Sapho  — Клер
6. 1963 — Гораций (ТВ) / Horace — Сабина
7. 1964 — Дорога в Версаль (ТВ) / La route de Versailles — мадам Дюбарри
8. 1965 — Галантные празднества / Les fêtes galantes — принцесса Елена
9. 1965 — Цинна (ТВ) / Cinna — Эмилия
10. 1966 — Сюркуф, тигр семи морей / Surcouf, le tigre des sept mers — Мари-Катрин
11. 1966 — Возвращение Сюркуфа / Tonnerre sur l'océan Indien — Мари-Катрин
12. 1967 — Рыцарь по прозвищу «Буря» (мини-сериал) / Le chevalier tempête / The Storm Knight / The Flashing Blade — Изабель де Соспел
13. 1968 — Грозовой перевал (ТВ) / Les hauts de Hurlevent — Кэтрин Эрншо
14. 1968 — Наслаждение в добродетели (ТВ) / La Volupté de l'honneur  — Агата Ренни
15. 1970 — Принцесса Элиды (ТВ) / La princesse d'Elide — принцесса Элиды
16. 1972 — Проклятые короли (мини-сериал) / Les rois maudits — Изабелла Французская
17. 1972 — Электра (ТВ) / Électre — Электра
18. 1972 — Учёные женщины (ТВ) / Les Femmes savantes — Арманда
19. 1974 — Эжен Сю (ТВ) / Eugène Sue — герцогиня де Розан
20. 1975 — Мария-Антуанетта (мини-сериал) / Marie-Antoinette — Мария-Антуанетта
21. 1975 — Ундина / Ondine — Берта
22. 1976 — Эрнани / Hernani — донья Соль
23. 1976 — Леди Годива (мини-сериал) / Lady Godiva — леди Годива
24. 1976 — Стакан воды (ТВ) / Le verre d'eau — Анна, королева Англии
25. 1976 — Лорензаччо (ТВ) / Lorenzaccio — маркиза Чибо
26. 1977 — Женитьба Фигаро (ТВ) / Le Mariage de Figaro  — графиня
27. 1979 — Мария Стюарт (ТВ) / Marie Stuart — Мария Стюарт
28. 1980 — Венецианский купец (ТВ) / Le marchand de Venise — Порция
29. 1985 — Балкон / Le Balcon — Кармен
30. 1986 — Катрин (мини-сериал) / Catherine — Иоланда Арагонская
31. 1989 — Дочь Евы (ТВ) / Une fille d'Ève — маркиза д’Эспар
32. 1990 — Ласенер / Lacenaire — мать Ласенера
33. 1995 — Французская женщина / Une femme française — Соланж
34. 2004 — Смутные воды (ТВ) / Les eaux troubles — Жаклин Гардон
35. 2004 — Прогулка / Le promeneur du champ de Mars — Симона Пикарра
36. 2006 — Апрель / Avril — мать Мари-Жозе
37. 2009 — Отпусти, влечение (Влечение) / Partir — мать Семюэла
38. 2009 — Развод / Divorces! — мать Валентины
39. 2012 — Как шеф / Comme un chef — мать Беатрис